# Distratul
Distratul (în franceză Le Distrait) este un film franțuzesc de comedie din anul 1970, regizat de Pierre Richard. Rolurile principale sunt interpretate de Pierre Richard, Marie-Christine Barrault și Bernard Blier. 
Filmul combină elemente de slapstick, horror și comedie romantică. În film sunt urmărite aventurile lui Pierre Malaquet, un creator de publicitate excentric și extrem de aiurit. Prototipul personajului este Ménalque din "Caractères" de Jean de La Bruyère.

## Rezumat
Glycia Malaquet își convinge amantul, Alexandre Guiton, directorul marii agenții de publicitate „Jerico” să-i angajeze fiul, Pierre, un tânăr creativ, caraghios și incredibil de zvăpăiat, care intră întotdeauna în situații comice. Domnul Guiton îl angajează la recomandarea mamei sale. Plin de idei de publicitate bizare, Pierre se amestecă în treburile altora și încearcă să refacă totul în maniera sa proprie. Reclamele sale seamănă cu filmele de groază; temele morții și violenței par să-l amuze, iar umorul negru este prezent în toate lucrările sale. El este convins că reclamele „șocante” sunt cele mai eficiente. Acțiunile sale îi enervează pe colegi, dar, spre marea lor surprindere, domnul Guiton îl iartă pentru toate trucurile sale - ca urmare a faptului că avea toate acestea pentru că este secret implicat cu Glycia Malaquet mama lui.
La birou, Pierre se împrietenește cu Lisa Gastier, tânăra și fermecătoarea secretară a lui Guiton. Ea se dovedește a fi fiica unuia dintre cei mai importanți clienți ai agenției. Pierre este trimis pentru a duce un contract important la biroul acestuia pentru semnare. Ca de obicei, Pierre încurcă tot și, în loc să meargă la birou, el se duce la casa lui Gastier, unde era o petrecere în plină desfășurare. Acolo, el intră în centrul atenției ca urmare a comportamentului său ciudat. Fiica cea mică a familiei Gastier, Veronique, intenționează să-i „dea o lecție”, dar aceasta se găsește ulterior într-o situație dificilă. Domnul Gastier, care l-a așteptat în zadar la birou pe Pierre, se întoarce acasă și, atunci când află că Pierre este acolo, devine furios și-l dă afară din casă.
Tânără soție a domnului Guiton, Clarisse, încearcă să-l seducă pe Pierre într-o seră, dar are loc un alt incident amuzant - atunci când Pierre o dezbracă pe Clarisse, părul ei lung este prins în fermoar și, spre oroarea ei, el îi taie părul cu foarfecele de grădinărit.
Guiton îi dă un birou mic la parter, plin de cuști cu papagali și fără mobilier adecvat, într-o încercare de a-l ține departe de afacerile agenției și de a-l face să renunțe la serviciu. Dar chiar și aici, Pierre găsește distracții pentru el. Curând îi vine primul client - un producător de pastă de dinți „Klerdene”, excentric și chiar mai distrat decât însuși Pierre. În timp ce se plimba cu Lisa, lui îi vine brusc o idee de publicitate stradală pentru pasta de dinți. Scenariul este următorul: o frumoasă blondă merge pe stradă și leșină brusc. Ea este înconjurată rapid de trecătorii care se întreabă cum să o ajute. Un bărbat chipeș apare și îi face o respirație gură-la-gură. Ea își revine imediat în simțire și întreabă: „Klerdene?” la care el răspunde afirmativ, iar ea spune că „este imposibil să uiți”. Apoi, sloganul publicitar este pronunțat. În cele din urmă, campania stradală duce la o bătaie între oameni pentru dreptul de a-i face femeii respirație gură-la-gură și la un scandal de presă.
Următorul proiect a lui Pierre a fost o publicitate stradală pentru pachetele de pungi de plastic Plistax, care a inclus zdrobirea de ouă pe capetele oamenilor și a dus, de asemenea, la o încăierare pe scară largă și la scandal.
Sătul de escapadele violente ale lui Pierre, domnul Guiton vrea să-l concedieze, dar își aduce aminte de momentele romantice cu mama lui Malaquet. Dar el rămâne fără răbdare după incidentul următor. Pierre face o reclamă chiar mai șocantă, crezând că aceasta va fi un mare succes, dar Lisa, înțelegând că acesta a depășit deja toate limitele, îl convinge să renunțe la ea. Cu toate acestea, caseta video cu reclama ajunge din greșeală la televizor și este difuzată. Ea stârnește un scandal imens. Telespectatorii furioși se adună în jurul clădirii agenției pentru a-și exprima protestul. Guiton înțelege că reputația agenției poate fi ruinată. La ședința extraordinară a conducerii agenției cu clienții, el decide să-l concedieze în cele din urmă pe Malaquet. Lisa se supără și ea se duce să-l caute pe Pierre. Între timp, Pierre, care este atacat de protestarii supărați pe drum spre birou, vede o fată într-o baie într-un afiș publicitar mare. El și-o imaginează pe Lisa în locul ei și brusc își dă seama că este îndrăgostit de Lisa. Ei trec unul pe lângă celălalt, fără să se vadă, iar Pierre o caută pe Lisa peste tot, intrând în situații amuzante. În acest timp, Lisa ajunge la apartamentul său, dar nu-l găsește acolo. În cele din urmă, Pierre o găsește în apartamentul său unde aceasta făcea o baie și-i declară emoționat că o iubește.
Mama lui Pierre îl convinge pe Guiton să-i dea fiului ei încă o șansă. El decide să-l trimită, împreună cu Lisa, să lucreze la biroul agenției din SUA. La bordul avionului, chiar înainte de decolare, Pierre merge să caute lavoarul și iese cumva din avion, care decolează fără el. Pierre, confuz, aleargă după avion, în timp ce un narator recită un pasaj din Caractères de Jean de La Bruyère, și filmul se termină.

## Distribuție
- Pierre Richard - Pierre Malaquet
- Bernard Blier - Alexandre Guitton
- Marie-Christine Barrault - Lisa Gastier
- Maria Pacôme - Glycia Malaquet
- Jacques Monod - domnul Malaquet, tatăl
- Catherine Samie - doamna Guitton
- Micheline Luccioni - doamna Gastier
- François Maistre - domnul Gastier
- Anne-Marie Blot - Véronique
- Robert Dalban - Mazelin
- Claude Evrard - Figuier
- Romain Bouteille - Corbel
- Paul Préboist - domnul Klerdenne
- Robert Renaudin - reprezentantul Plistax
- Yves Barsacq - un tată de familie
- Yves Robert - vecinul lui Pierre (necreditat)
- Raoul Delfosse - Gliston
- Tsilla Chelton - doamna Cliston
- Louis Navarre - intervievatorul
- Fanny Gaillard - France
- Blanche Brondy - femeia care cade
- Albert Simono
- Jean Obé
- Rita Maiden
- Gilberte Géniat
- Thérèse Liotard
- Roger Lumont
- Anna Douking
- Serge Bourrier
- Bernard Charlan
- Georges Guéret
- Jean Rupert
- Patrick Bricard
- Gilbert Servien

## Coloană sonoră
- Le distrait (2:07)
- Récéption chez les Gastier (3:44)
- Étourderies (0:51)
- Promenade dans les champs (2:02)
- Bravo Plistax (1:03)
- Pierre et Lisa (1:38)
- Bizarre, tout est normal (2:31)
- Gazou, gazou (1:10)
- Le distrait - final (1:50)[2]

## Despre film
- Acesta este primul film regizat de Pierre Richard. El a cunoscut un succes, lansând de altfel cariera de actor a lui Pierre Richard.
- Producătorul filmului, Yves Robert, are o scurtă apariție în film în rolul vecinului lui Pierre Malaquet.
- Yves Robert a filmat cu Pierre Richard în 1967 în Alexandre le bienheureux și va colabora apoi cu actorul în seria Marele blond și Le Jumeau.
- Filmul a avut 1.424.216 de spectatori în Franța[3]
- Melodia cântată la vioară în minutul 16, când personajul se plimbă printr-un apartament pe care-l crede a fi al său, va fi refolosită de compozitor pentru cupletul cântecului "Puissance et gloire" în 1984 în serialul francez de televiziune "Châteauvallon".